# رابزتاون (تگزاس)
رابزتاون، تگزاس (به انگلیسی: Robstown, Texas) یک شهر در ایالات متحده آمریکا با جمعیت ۱۲٬۷۲۷ نفر است که در تگزاس واقع شده‌است.

## موقعیت جغرافیایی
موقعیت جغرافیایی شهرها و مناطق اطراف به شرح زیر است: